# Megaselia fumipennis
Megaselia fumipennis är en tvåvingeart som först beskrevs av Charles Thomas Brues 1907.  Megaselia fumipennis ingår i släktet Megaselia och familjen puckelflugor. Inga underarter finns listade i Catalogue of Life.